# Nieuwebrug (Overijssel)
Nieuwebrug (Nedersaksisch: Ni-jebrugge) is een buurtschap in de gemeente Ommen, in de Nederlandse provincie Overijssel. De buurtschap is gelegen ten zuiden van Ommen op de plaats waar de Regge gekruist wordt door de weg van Ommen naar Hellendoorn en de oude postroute van Ommen naar Raalte.
Het café met uitspanning bij de brug is van oorsprong een oude herberg, waar ook de Staten van Overijssel bijeen kwamen. Thans heeft Nieuwebrug, hoewel slechts een buurtschap, nog een school.
Stad: Ommen      Dorpen: Lemele · Vilsteren 

Buurtschappen: Archem · Arriën · Arriërveld · Beerze · Beerzerveld · Besthmen · Dalmsholte (deels) · Eerde · Emsland · Giethmen · Hoogengraven · Junne · Nieuwebrug · Ommerbosch · Ommerkanaal · Ommerschans · Ommerveld · Rotbrink · Stegeren · Stegerveld · Varsen · Vinkenbuurt · Witharen · Zeesse

Overijssel · Steden en dorpen      Nederland · Provincies · Gemeenten